# Tonio Kröger (film)
Pour plus de détails, voir Fiche technique et Distribution.
Tonio Kröger est un film allemand réalisé par Rolf Thiele et sorti en 1964, adapté d'une nouvelle de Thomas Mann.

## Synopsis
Tonio Kröger, fils d'un médecin de Lübeck, vit en tant qu'écrivain en Italie, chez sa mère. Une visite à Florence lui fait se remémorer son passé. Il ressent toujours un désir furtif pour une vie bourgeoise. Tonio a du mal à prendre une décision: il quitte Florence avec tous ses attraits, et se rend à Munich.

## Fiche technique
- Réalisation : Rolf Thiele
- Scénario : Ennio Flaiano, Erika Mann, d'après la nouvelle Tonio Kröger de Thomas Mann
- Photographie : Wolf Wirth
- Musique : Rolf A. Wilhelm
- Montage : Heidi Genée, Ingeborg Taschner
- Durée : 90 minutes
- Dates de sortie: 
  - Allemagne de l'Ouest : juin 1964 (Festival international du film de Berlin) et 2 septembre 1964

## Distribution
- Jean-Claude Brialy : Tonio Kroeger
- Nadja Tiller : Lisaweta Iwanowna
- Werner Hinz : Consul Kröger
- Anaid Iplicjian : Frau Kröger
- Rudolf Forster : Herr Seehaase
- Walter Giller : Merchant
- Theo Lingen : Knaak
- Mathieu Carrière : le jeune Tonio
- Gert Fröbe

## Distinctions
- Berlinale 1964 : sélection officielle en compétition[2].